# Marktreaktionsfunktion
Die Marktreaktionsfunktion bezeichnet in der Marketingtheorie eine spezielle Art einer Reaktionsfunktion, die den Zusammenhang zwischen ökonomischen oder psychographischen Marketingzielen und der Einsatzintensität bestimmter absatzpolitischer Instrumente abbildet.

## Beispiel
Ein Beispiel für eine Marktreaktionsfunktion stellt der Umsatz ({\displaystyle U}) in Abhängigkeit vom Werbebudget ({\displaystyle W}) dar
{\displaystyle U=f(W)}
In diesem Fall geht man von einer monoton steigenden Funktion aus, d. h. eine Steigerung des Werbebudgets von {\displaystyle W_{1}} auf {\displaystyle W_{2}} führt zu einer Umsatzsteigerung von {\displaystyle U_{1}} auf {\displaystyle U_{2}}.

## Merkmale
Es werden eine Vielzahl von Marktreaktionsfunktionen unterschieden. Abgrenzungskriterien sind
Abhängige Größen:
–  entweder ökonomisch oder
– psychographisch
2. Unabhängige Größen 
– monokausaler Zusammenhang oder
– multikausaler Zusammenhang
3. Aggregationsgrad
– entweder aggregiert oder
– disaggregiert
4. Zeitaspekt
– entweder eine statische Funktion oder eine
– dynamische Funktion